# قائمة الدول المجهرية

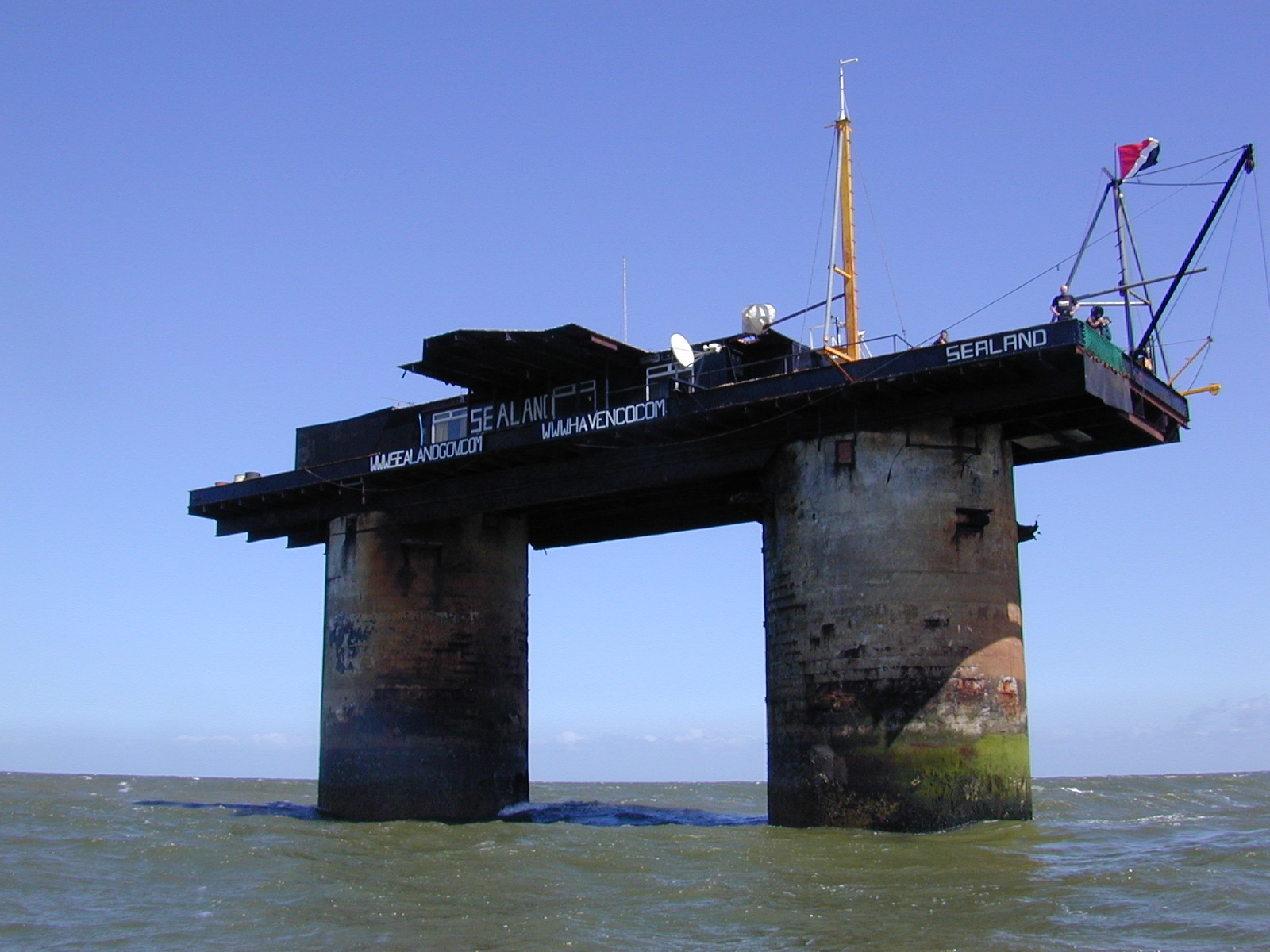
سيلاند، إحدى الدول المجهرية.

الدول المجهرية كما يُشار إليها أحياناً باسم مشاريع دول جديدة هي عبارة عن كيانات صغيرة تعتبر نفسها دولاً مستقلة ذات سيادة ولكنها لا تحظى باعتراف أي حكومة من حكومات بلدان العالم أو المنظمات الدولية. و يجب التفريق بينها وبين الدولة الصغيرة، وهي الدول الصغيرة جدا في عدد السكان أو في مساحة الأرض أو كلتيهما معا، أو قائمة الدول ذات الاعتراف المحدود، وهي الدول التي تسعى للحصول على إعتراف دولي وليس لديها علاقات دبلوماسية كاملة مع المجتمع الدولي.:5 هذه الدول توجد في العادة فقط على الورق، أو الإنترنت، أو في عقول من ابتكروها.

## قائمة أشهر الدول المجهرية
| الاسم الرسمي               | العلم | تأسست | الوصف |
| -------------------------- | ----- | ----- | --- |
| مملكة تافولارا             |       | 1836  | دولة مجهرية أدَّعت سيادتها على جزيرة تافولارا الإيطالية خلال القرنين التاسع عشر والعشرين. |
| جمهورية الكونش             |       | 1982  | دولة مجهرية تم إنشائها احتجاجا على محطة حرس الحدود التي بوصف مجلس مدينة كي ويست تتعامل مع الكونشز (سكان فلوريدا كيز) على أنهم أمة أجنبية وفي 23 ابريل 1982 اعلن رئيس الحكومة والمؤسس لجمهورية الكونش دينيس واردلو استقلال جمهوريته وكانت أطول حرب في تاريخ الدولة استمرت لمدة دقيقة واحدة بسبب اعتداء القوات البحرية الكونشية على بحار عسكري أمريكي برمي الخبز الكوبي عليه والاعتداء علي سفينة أمريكية بخراطيم مياه |
| الإمبراطورية الأيريكية     |       | 1987  | دولة مجهرية ساخرة ذات طابع غريب. تدعي سيادتها على مجموعة متنوعة من الأراضي على كوكب الأرض وكواكب أخرى.:102 |
| سيلاند                     |       | 1967  | منشأة عسكرية قديمة من صنع الإنسان تقع في بحر الشمال تعود للحرب العالمية الثانية. تقع بالقرب من الساحل الإنجليزي، وقد أعلنها بادي روي بيتس دولةً مستقلة. |
| جمهورية روز آيلاند         |       | 1968  | محاولة لإقامة دولة ذات سيادة على منصة في المياه الدولية تقع قبالة سواحل مدينة ريميني الإيطالية. تمكن القائمون عليها من إكمالها ولكن ما لبثت الحكومة الإيطالية أن سارعت بتدميرها بالمتفجرات بعد ذلك بفترة وجيزة. |
| مقاطعة هوت ريفر            |       | 1970  | هوت ريفر هي دولة مجهرية في غرب أستراليا أعلن عن استقلالها الأمير ليونرد جورج كاسلي عام 1970 وحتى الآن لم تحصل على اعتراف من الأمم المتحدة أو من أستراليا أو من مجموعة الكومنولث. |
| جمهورية مولوسيا            |       | 1977  | جمهورية مولوسيا هي دولة مجهرية غير معترف بها، تأسست عام 1977 وهي عبارة عن منزل صغير قرب دايتون في ولاية نيفادا بالولايات المتحدة. |
| لادونيا                    |       | 1980  | دولة مجهرية أسسها الفنان السويدي لارش فيلكس بصفة أنها تختضن التماثيل المنحوتة من قبله في محمية كيلابيرغ الطبيعة Kullaberg في شمال غربي سكونا. |
| ليبرلاند                   |       | 2015  | تزعم سيادتها على قطعة أرض غير مأهولة ومتنازع عليها. تقع على الضفة الغربية لنهر الدانوب، بين كرواتيا وصربيا. وقد أسسها الناشط والسياسي التشيكي فيت يدليتشكا ولها علاقات مع دولة صوماليلاند الغير معترف بها. |
| جماهيرية ابديتا الفيدرالية |       | 2016  | هي حركة طلابية تأسست في هاتاي في جنوب تركيا ذات فكر شيوعي فيدرالي يقدر عدد المنتسبين 20 شخص مقرها الاساسي في انطاكيا جنوب تركيا |

## وصلات خارجية
- الدول المجهرية على مشروع الدليل المفتوح